# Calamaria lumbricoidea
Espèce
Synonymes
- Calamaria vermiformis Duméril, Bibron & Duméril, 1854
- Calamaria temmincki Duméril, Bibron & Duméril, 1854
- Calamaria alkeni Bleeker, 1860
- Calamaria melanorhynchos Bleeker, 1860
- Calamaria stahlknechtii Stoliczka, 1873
- Calamaria vermiformis var. sumatranus Lidth de Jeude, 1890
- Calamaria bungaroides Werner, 1901
- Calamaria bruegeli Mertens, 1924

Statut de conservation UICN

 LC  : Préoccupation mineure
Calamaria lumbricoidea  est une espèce de serpents de la famille des Colubridae.

## Répartition
Cette espèce se rencontre :
- aux Philippines sur les îles  de Basilan, de Mindanao, de Negros, de Bohol, de Leyte et de Samar ;
- en Indonésie sur les îles de Nias, de Java, de Sumatra ainsi que dans îles Natuna, les îles Mentawai et au Kalimantan ;
- en Malaisie péninsulaire et en Malaisie orientale ainsi que sur l'île de Tioman ;
- à Singapour ;
- en Thaïlande.

## Description
C'est un serpent ovipare.

## Publication originale
- Boie, 1827 : Bemerkungen über Merrem's Versuch eines Systems der Amphibien, 1. Lieferung: Ophidier. Isis von Oken, Jena, vol. 20, p. 508-566 (texte intégral)